# 前列腺结石
前列腺结石的主要成分与尿液成分相同。前列腺结石常与慢性非细菌性前列腺炎（化学性前列腺炎）伴随发生。经X光摄片或B型超声检查，前列腺结石显示在前列腺周围区。一旦出现前列腺结石，一般不会排出体外，也没有明确的自我感觉。前列腺结石产生机理是前列腺内尿液逆流，尿液滞留前列腺内，日久形成前列腺结石。